# Pelastoneurus mexicanus
Pelastoneurus mexicanus är en tvåvingeart som först beskrevs av Jacques-Marie-Frangile Bigot 1888.  Pelastoneurus mexicanus ingår i släktet Pelastoneurus och familjen styltflugor. Inga underarter finns listade i Catalogue of Life.